# Clitoria moyobambensis
Clitoria moyobambensis är en ärtväxtart som beskrevs av Paul R. Fantz. Clitoria moyobambensis ingår i släktet Clitoria, och familjen ärtväxter. Inga underarter finns listade i Catalogue of Life.